# Tropidurus melanopleurus
Espèce
Synonymes
- Tropidurus pictus Müller, 1924
- Tropidurus praeornatus Müller, 1924

Tropidurus melanopleurus est une espèce de sauriens de la famille des Tropiduridae.

## Répartition
Cette espèce se rencontre :
- dans le sud du Pérou ;
- en Bolivie dans les départements de La Paz, de Chuquisaca, de Santa Cruz et de Tarija ;
- en Argentine dans la Salta.

## Liste des sous-espèces
Selon The Reptile Database (4 mai 2012) :
- Tropidurus melanopleurus melanopleurus Boulenger, 1902
- Tropidurus melanopleurus pictus Müller, 1924

## Publications originales
- Boulenger, 1902 : Descriptions of new Batrachians and Reptiles from the Andes of Peru and Bolivia. Annals and Magazine of Natural History, ser.7, vol. 10, p. 394-402 (texte intégral).
- Müller, 1924 "1923" : Über neue oder seltene Mittel- und Südamerikanische Amphibien und Reptilien. Mitteilungen aus dem Zoologischen Museum in Berlin, vol. 11, no 1, p. 75-93.